# Antítesi de Marció
L'Antítesi de Marció, és un llibre escrit per Marció, cristià del segle ii considerat heretge per l'església oficial, en el qual l'autor exposa la seva tesi teològica. En el seu cànon, Marció inclogué uns comentaris que va anomenar "L'antítesi». És la primera vegada que aquesta paraula es fa servir en un escrit cristià. L'església oficial de l'època no va establir un cànon del Nou Testament fins a l'any 397 dC. Aquest cànon o Bíblia "es va dividir en dues seccions, l'Antic Testament i el Nou Testament.

## L'Antítesi i la Primera Epístola de Timoteu
La doctrina de Marcio que més va irritar l'església establerta, va ser el seu ensenyament, de què Jehovà Déu d'Israel no era el Pare Celestial, el Déu de Jesús. Per contrarestar les ensenyances de Marció, l'església, publicà la Primera Epístola de Timoteu, i s'acredità a Pau com a autor. Aquesta epístola condemna la majoria de les ensenyances del marcionisme, l'ortodòxia utilitzar astutament al mateix Pau per refutar les ensenyances de Marció. La carta identifica clarament a Marció amb els falsos profetes al declarar que prohibiran contraure matrimoni i fa ús de la paraula "antítesi":
| «              | Timoteu, guarda el tresor de la fe, defuig les xerrameques irreverents, i les polèmiques (antítesi) d'una falsa ciència espiritual (Gnosis). | » |
| — 1a Tim. 6:20 | |   |

## Contingut
L'escrit presenta trenta-cinc articles en els quals compara les ensenyances de Crist amb les lleis i normes dictades pel Déu de l'Antic Testament.
Reconstrucció de l'Antítesi de Marció:
- El Déu del Nou Testament és desconegut: «Ningú coneix al Pare, sinó el Fill»,[2] mentre que el Déu de l'Antic Testament és conegut per Adam i pels seus descendents.
- Crist coneixia el que hi ha en el cor dels Homes;[3] el Creador pregunta a Adam: ¿A on estas?.[4]
- Crist era bo amb els cecs, David els matava[5]
- Crist dona la vista als cecs,[6] mentre que el Creador no cura la ceguera d'Isaac.[7]
- Els israelites sortiren ben equipats d'Egipte[8] després de desposseir als egipcis per ordre del Creador[9] Crist mana predicar als seus deixebles «sense res pel camí, ni bastó, ni alforja, ni pa, ni plata; ni tingueu dos túniques cada un».[10]
- El Creador legisla «ull per ull, i dent per dent»;[11] el Fill de Déu Suprem diu «si et peguen en una galta, presenta l'altra».[12]
- La Llei declara que si un agafa el vestit d'un altre, el culpable pagarà el doble;[13] Crist declara «al que et prengui el mantell, no le neguis la túnica»[14]
- El Creador envia foc sobre els enemics d'Eliseu;[15] Jesús repren als deixebles que li demanen que envii foc.[16]
- El Creador envia ossos que devoren a 42 nens que s'havien burlat d'Eliseu;[17] Crist diu als seus deixebles «deixeu que els infants vinguin a mí».[18]
- El Creador sanà sòls un leprós per mitjà d'Eliseu, quan a Israel n'hi havia molts,[19] i per fer-ho necessità que es rentés en aigua set vegades;[20] el Fill del Déu Suprem sanà a deu, amb la seva sola paraula, i immediatament.[21]
- El profeta del Creador diu «que no escoltin els que tenen oïdes»;[22] Crist diu «el que tingui oïdes, que escolti».[23]
- La Llei diu «Maleït el que està penjat d'un tauló»;[24] Crist fou penjat en un tauló.[25]
- El Crist jueu vindrà sòls per Israel; el Crist de Déu ve per tots els pobles de la terra.
- El Déu bo és bo per tots; el Creador es preocupa sòls dels que li pertanyent. El Bo salva als que creuen en Ell, però no castiga a la resta; el Creador salva als seus fidels i castiga a la resta.
- La maledicció és la característica de la Llei; la benedicció caracteritza a l'Evangeli.
- En la Llei, el Creador ha dit: «Jo faig al ric i al pobre»; però Crist sòls anomena benaventurat al pobre.[26]
- En la Llei se li dona la fortuna als rics i la desgràcia als pobres; en l'Evangeli és a l'inrevés.
- La Llei mana estimar al pròxim i odiar a l'enemic;[27] però és necessari estimar als enemics.[28]
- El Creador va establir el Dissabte, però Crist no l'ha observat.
- La Llei prohibeix tocar a una dona amb hemorràgies de sang;[29] el Crist no sòls la toca sinó que la sana.[30]